# Eric Swalwell
Eric Michael Swalwell (ur. 16 listopada 1980 w Sac City) – amerykański polityk, członek Partii Demokratycznej.

## Działalność polityczna
Od 3 stycznia 2013 jest przedstawicielem 15. okręgu wyborczego w stanie Kalifornia w Izbie Reprezentantów Stanów Zjednoczonych.